# Korpisträsket
Korpisträsket är en sjö i Kalix kommun i Norrbotten och ingår i Keräsjoki-Sangisälvens kustområde.